# 關鍵步驟
酵素學中，關鍵步驟(Committed step；也被稱為第一關鍵步驟，first committed step)，發生於某些分子的生化合成反應之分歧點上，且可有效使需酶促反應之逆向進行。
如同其名稱所示，經過此步驟後，分子被”指定”(committed)到特定的代謝路徑中，最後仍會出現於此途徑的最終產物中。第一關鍵步驟不應該與速率決定步驟混淆，速率決定步驟為反應或代謝路徑中反應最慢的步驟。然而，在某些例子中，反應的第一關鍵步驟等同為速率決定步驟。

## 調節
代謝路徑需要密集的調控，以利得到適量的適當化合物，通常第一關鍵步驟會被一些作用調節，例如：反饋抑制(feedback inhibition)和受活化(activation)。如此調節能夠確保反應路徑中的反應中間物(intermediates)不會累積，若累積情況發生會造成浪費甚至是細胞傷害。

## 代謝路徑中，催化第一關鍵步驟之酵素
- 磷酸果糖激酶1(phosphofructokinase，PFK)可催化糖解作用(glycolysis)的第一關鍵步驟。[3]

- LpxC可催化脂質A(lipid A)生化反應的第一關鍵步驟。[4]

- 8-胺-7-氧代壬合成酶(8-amino-7-oxononanoate synthase)可催化植物生物素(biotin)合成的第一關鍵步驟。[5]

- MurA(UDP-N-乙醯胺基葡萄糖 烯醇-丙酮轉移酶，UDP-N-acetylglucosamine enolpyruvyl transferase)可催化肽聚醣(peptidoglycan)生物合成之第一關鍵步驟。[6]

- 天門冬胺酸氨甲醯轉移酶(Aspartate transcarbamoylase)可催化大腸桿菌體內嘧啶(pyrimidine)之生物合成時的關鍵步驟。[2]

- '3-脫氧-D-阿拉伯糖-heptulsonate 7-磷酸合成酶(3-deoxy-D-arabinose-heptulsonate 7-phosphate synthase)'催化植物、細菌、真菌以及一些低等真核生物莽草酸代謝途徑中，負責合成芳香族氨基酸(aromatic amino acids),如酪胺酸(Tyrosine)、色胺酸(Tryptophan)和苯丙胺酸(Phenylalanine)途徑之第一關鍵步驟。

## 其他使用
這個名詞也應用在其他過程中，包含一系列步驟。舉例來說，精子與卵子結合能被視為是後生動物受精之第一關鍵步驟。

## 外部連結
- Glycolysis Regulation at Cliffsnotes.com